# Velleda Cesari
Velleda Cesari, född 15 februari 1920 i Bologna, död 4 maj 2003 i Genua, var en italiensk fäktare.
Cesari blev olympisk bronsmedaljör i florett vid sommarspelen 1960 i Rom.